# Турянский, Роман Владимирович
Роман Владимирович Турянский (псевдонимы — Балабан, Комарь, Лазарькевич, настоящая фамилия Кузьма; 25 мая 1894, село Стрыевка, Округа Збараж Королевства Галиции и Лодомерии — 16 июля 1940, Москва) — украинский коммунистический общественно-политический деятель, автор ряда публицистических сочинений.

## Биография
Учился на медицинском факультете Львовского университета.
В 1915 году мобилизован в австро-венгерскую армию, позже — медицинский работник в Украинской галицкой армии.
Соучредитель (наряду с Романом Роздольским) «Драгомановских кружков» и леворадикальной организации «Интернациональной революционной социал-демократическая молодёжь» («Інтернаціональна Революційна Соціал-Демократична Молодь»), созданной в 1918 году. Редактор газет «Клич», «Вільна школа» («Свободная школа»). Один из основателей Коммунистической партии Восточной Галиции (Комуністична партія Східної Галичини), впоследствии ставшей ядром образованной в 1923 году Коммунистической партии Западной Украины (КПЗУ, Комуністична партія Західної України), разгромленной в конце 1930-х.
С 1919 года находился на территории Приднепровской Украины, где сражался в рядах Красной Армии в качестве полкового врача и вступил в Коммунистическую партию (большевиков) Украины (КП(б)У).
В 1921-1924 годах — на преподавательской и профсоюзной работе в городах Бердичев (Житомирская область) и Погребище (Винницкая область).
В 1924 году возвращается на Западную Украину, становится членом Центрального комитета (1924) и Политбюро (1925) ЦК КПЗУ, а также ведущим теоретиком партии, редактором журналов «Культура», «Наша правда», «Вікна» («Окна»), «Світло» («Свет»), где сотрудничает с Ярославом Галаном.
С 1926 года — представитель Компартии Западной Украины в польской секции Коммунистического Интернационала.
В 1927-1928 годах вместе с К. Максимовичем (Савричем), И. Крилыком и Р. Роздольским возглавлял группу коммунистов, оппозиционную к сталинской политике в УССР. Эта группа «васильковцев» отказывалась осудить Л. Д. Троцкого и Левую оппозицию в ВКП(б) и солидаризовалась с А. Я. Шумским. В 1928 году Турянский опубликовал «Письмо из Польши», в котором остро критиковал национальную политику Сталина, за что был исключён с товарищами из партии.
В 1932 году переехал в Москву по вызову Коминтерна; работал в издательстве Профинтерна, занимал должность редактора «Крестьянской газеты».
8 февраля 1933 года Турянский был арестован органами ГПУ и осуждён на 5 лет заключения по ложным обвинениям. В 1939 году арестован повторно по обвинению в шпионаже в пользу Германии и Польши, и приговорен к расстрелу.
После XX съезда КПСС в 1956 году реабилитирован посмертно.